# Kogelgordeldier

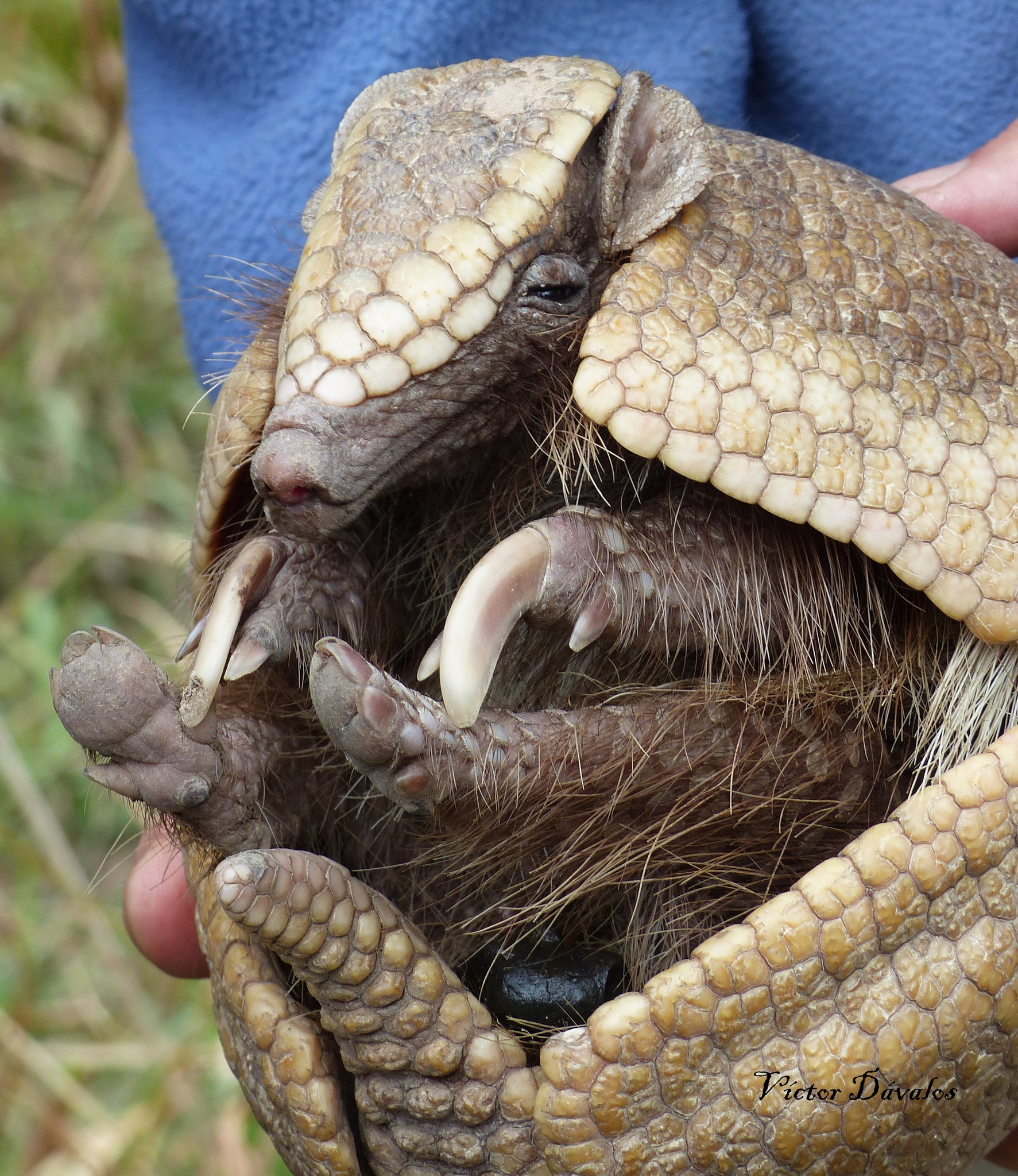
Kogelgordeldier

Het kogelgordeldier (Tolypeutes matacus)  is een zoogdier uit de familie Chlamyphoridae. De wetenschappelijke naam van de soort werd voor het eerst geldig gepubliceerd door Anselme Gaëtan Desmarest in 1804.

## Verspreiding en leefgebied
Het kogelgordeldier komt voor noordelijk Argentinië, oostelijk Bolivia, zuidwestelijk Brazilië en westelijk Paraguay.
het schild is van keratine gemaakt.